# Aneomochtherus stackelbergi
Aneomochtherus stackelbergi là một loài ruồi trong họ Asilidae. Aneomochtherus stackelbergi được Lehr miêu tả năm 1958. Loài này phân bố ở vùng Cổ Bắc giới và châu Á.